# Пам'ятки Вільшанського району
У Вільшанському районі Кіровоградської області на обліку перебуває 2 пам'ятки архітетктури і 43 пам'ятки історії.

## Пам'ятки архітектури
| № пп | Найменування пам'ятки | Датування      | Місцезнаходження пам'ятки | Охорон. номер |
| ---- | --------------------- | -------------- | ------------------------- | ------------- |
| 1.   | Млин                  | кінець XIX ст. | смт Вільшанка             | виявлена      |
| 2.   | Краснохуторська ГЕС   | 1957 р.        | р. Синюха                 | 378-Кв        |
|      |                       |                |                           |               |

## Пам'ятки історії
| № пп | Охорон. номер         | Найменування пам'ятки | Місцезнаходження пам'ятки                                       | Епоха                                | Значення | Рішення                                    |
| ---- | --------------------- | --- | --------------------------------------------------------------- | ------------------------------------ | -------- | ------------------------------------------ |
| 1    | 86                    | Братська могила радянських воїнів. Поховано 3 воїни | смт Вільшанка, вул. Зарічна, 15                                 | 1944 р.                              | місцева  | № 404 від 17.09.1969                       |
| 2    | 971                   | Пам'ятний знак на честь Кожем'якіна М. П. — керівника підпільної групи | смт Вільшанка, вул. Центральна, 22                              | 1943 р.                              | місцева  | № 301 від 25.06.1982                       |
| 3    | 1092                  | Братська могила радянських воїнів. Поховано 13 воїнів | смт Вільшанка, вул. Паркова                                     | 1944 р.                              | місцева  | № 281 від 16.05.1985                       |
| 4    | 87                    | Місце загибелі радянських воїнів і підпільників | смт Вільшанка, вул. Лагонди                                     | 1943 р.                              | місцева  | № 404 від 17.09.1969                       |
| 5    | 88                    | Братська могила радянських воїнів. Поховано 34 воїни | смт Вільшанка, вул. Центральна, 40                              | 1944 р.                              | місцева  | № 404 від 17.09.1969                       |
| 6    | 89                    | Пам'ятник воїнам-землякам | смт Вільшанка, вул. Центральна                                  | 1941—1945 рр.                        | місцева  | № 404 від 17.09.1969                       |
| 7    | 90                    | Пам'ятний знак на честь 200-річчя заснування селища | смт Вільшанка, вул. Центральна                                  | 1774 р.                              | місцева  | № 404 від 17.09.1969                       |
| 8    | 1093                  | Пам'ятний знак на честь 50-річчя встановлення радянської влади | смт Вільшанка, вул. Миру, 92                                    | 1918 р.                              | місцева  | № 281 від 16.05.1985                       |
| 9    | 1094                  | Пам'ятний знак землякам-комсомольцям загиблим в роки ВВВ | смт Вільшанка, вул. Крайтора, 1                                 | 1941-1945 рр.                        | місцева  | № 281 від 16.05.1985                       |
| 10   | 973                   | Пам'ятний знак Червенко М. Г. — підпільниці | смт Вільшанка, вул. Марії Червенко                              | 1943 р.                              | місцева  | № 301 від 25.06.1982                       |
| 11   | 103                   | Братська могила радянських воїнів | смт Вільшанка, вул. Героїв Небесної Сотні                       | 1944 р.                              | місцева  | № 404 від 17.09.1969                       |
| 12   | 93                    | Пам'ятний знак воїнам-землякам | с. Бузникувате, Бузникуватська с/р, біля будинку культури       | 1941—1945 рр.                        | місцева  | № 404 від 17.09.1969                       |
| 13   | 1095                  | Пам'ятний знак на честь визволення | с. Бузникувате, Бузникуватська с/р, біля Будинку культури       | 1944 р.                              | місцева  | № 281 від 16.05.1985                       |
| 14   | 2218                  | Братська могила офіцерів та мирних жителів — жертв фашизму. Поховано 31 чол. | с. Бузникувате, Бузникуватська с/р, околиця                     | 1941 р.                              | місцева  | № 65 від 16.05.1985                        |
| 15   | 92                    | Братська могила радянських воїнів. Поховано 27 воїнів | с. Бузникувате, Бузникуватська с/р, біля адмін. будинку         | 1944 р.                              | місцева  | № 404 від 17.09.1969                       |
| 16   | 95                    | Пам'ятник воїнам-землякам | с. Вівсяники, Вівсяниківська с/р, біля школи                    | 1941—1945 рр.                        | місцева  | № 404 від 17.09.1969                       |
| 17   | 974                   | Пам'ятний знак на честь визволення села | с. Вівсяники, Вівсяниківська с/р, біля будинку культури         | 1941 р.                              | місцева  | № 301 від 25.06.1982                       |
| 18   | 94                    | Братська могила радянських воїнів. Поховано 6 воїнів | с. Вівсяники, Вівсяниківська с/р, біля школи                    | 1941                                 | місцева  | № 404 від 17.09.1969                       |
| 19   | 96 96/1 96/2 96/3     | Меморіальний комплекс: братська могила радянських воїнів (поховано 11 чол.), пам'ятний знак воїнам-землякам, пам'ятний знак на честь звільнення села                                | с. Добре, Добрівська с/р, біля школи                            | 1944 р.                              | місцева  | № 404 від 17.09.1969                       |
| 20   | 97 97/1 97/2          | Братська могила радянських воїнів, могила Зайковського М. В. — Героя Радянського Союзу                                                                                              | с. Добрянка, Добрянська с/р, центр                              | 1944 р., 1903—1944 рр., 1944 р.      | місцева  | № 404 від 17.09.1969                       |
| 21   | 1097                  | Пам'ятний знак на честь звільнення села | с. Добрянка, Добрянська с/р, біля школи                         | 1944 р.                              | місцева  | № 281 від 16.05.1985                       |
| 22   | 976                   | Пам'ятник Зайковського М. В. — Героя Радянського союзу | с. Добрянка, Добрянська с/р, біля школи                         | 1903 — 1944 рр.                      | місцева  | № 301 від 25.06.1982                       |
| 23   | 98                    | Братська могила радянських воїнів. Поховано 18 воїнів | с. Дорожинка, Дорожинська с/р, парк                             | 1944 р.                              | місцева  | № 404 від 17.09.1969, № 281 від 16.05.1985 |
| 24   | 99 99/1 99/2          | Пам'ятний знак воїнам-землякам та пам'ятний знак на честь визволення села | с. Дорожинка, Дорожинська с/р, біля клубу                       | 1941—1945 рр., 1944 р.               | місцева  | № 404 від 17.09.1969                       |
| 25   | 100                   | Братська могила радянських воїнів. Поховано 6 воїнів | с. Залізничне, Йосипівська с/р, біля вокзалу                    | 1944 р.                              | місцева  | № 404 від 17.09.1969                       |
| 26   | 101                   | Братська могила радянських воїнів. Поховано 34 воїни | с. Йосипівка, Йосипівська с/р, біля вокзалу                     | 1944 р.                              | місцева  | № 404 від 17.09.1969                       |
| 27   | 102                   | Братська могила радянських воїнів. Поховано 73 воїни | с. Йосипівка, Йосипівська с/р, біля бібліотеки                  | 1944 р.                              | місцева  | № 404 від 17.09.1969                       |
| 28   | 977 977/1 977/2       | Пам'ятник воїнам-землякам та пам'ятний знак на честь визволення села | с. Йосипівка, Йосипівська с/р, біля адмінбудинку                | 1941—1945 рр., 1944 р.               | місцева  | № 301 від 25.06.1982, № 281 від 16.05.1985 |
| 29   | 103 103/1 103/2       | Братська могила радянських воїнів та пам'ятний знак. Поховано 2 воїни | с. Калмазове, Вільшанська с/р, біля Будинку культури            | 1944 р.                              | місцева  | № 404 від 17.09.1969                       |
| 30   | 104                   | Братська могила радянських воїнів. Поховано 13 воїнів | с. Коритно-Забузьке, Коритно-Забузька с/р, біля школи           | 1944 р.                              | місцева  | № 404 від 17.09.1969                       |
| 31   | 1098                  | Пам'ятний знак на честь визволення села | с. Коритно-Забузьке, Коритно-Забузька с/р, біля школи           | 1944 р.                              | місцева  | № 281 від 16.05.1985                       |
| 32   | 105 105/1-105/6       | Братська могила радянських воїнів та пам'ятний знак на честь визволення села та пам'ятні знаки воїнам-землякам (4). Поховано 14 воїнів                                              | с. Куца Балка, Куцобалківська с/р, біля клубу                   | 1944 р.                              | місцева  | № 404 від 17.09.1969                       |
| 33   | 106 106/1-106/3       | Братська могила радянських воїнів та пам'ятний знак на честь визволення села та пам'ятний знак воїнам-землякам. Поховано 3 воїни                                                    | с. Мала Вільшанка, Маловільшанська с/р, центр                   | 1944 р.                              | місцева  | № 404 від 17.09.1969                       |
| 34   | 107 107/1-107/2       | Братська могила радянських воїнів та пам'ятний знак воїнам-землякам. Поховано 33 воїни                                                                                              | с. Мала Мазниця Станкуватська с/р, біля адмін. будинку          | 1944 р.                              | місцева  | № 404 від 17.09.1969                       |
| 35   | 108 108/1 108/2 108/3 | Братська могила радянських воїнів та пам'ятний знак на честь визволення села та пам'ятний знак воїнам-землякам. Поховано 11 воїнів                                                  | с. Осички, Вільшанська с/р, біля клубу                          | 1944 р. 1941–1945 рр.                | місцева  | № 404 від 17.09.1969                       |
| 36   | 2219                  | Могила Фударя Д. П. — підпільника | с. Осички, Вільшанська с/р, на кладовищі                        | 1941 р.                              | місцева  | № 65 від 22.02.1989                        |
| 37   | 109                   | Братська могила радянських воїнів. Поховано 17 воїнів | с. Плооско-Забузьке, Плоско-Забузька с/р, біля Будинку культури | 1944 р.                              | місцева  | № 404 від 17.09.1969                       |
| 38   | 110                   | Пам'ятник воїнам-землякам | с. Плоско-Забузьке, Плоско-Забузька с/р, біля будинку культури  | 1941-1945 рр.                        | місцева  | № 404 від 17.09.1969                       |
| 39   | 1099                  | Пам'ятний знак на честь визволення села | с. Плоско-Забузьке, Плоско-Забузька с/р, парк                   | 1944 р.                              | місцева  | № 281 від 16.05.1985                       |
| 40   | 1100                  | Пам'ятний знак на місці загибелі Грязнова А. В. — Героя Радянського Союзу | с. Синюха, Котовська с/р, біля залізничного мосту               | 1944 р.                              | місцева  | № 281 від 16.05.1985                       |
| 41   | 978 978/1-978/3       | Братська могила радянських воїнів, пам'ятний знак воїнам-землякам та пам'ятний знак на честь визволення села. Поховано 2 воїни                                                      | с. Старкувате, Станкуватська с/р, сквер                         | 1944 р. 1941—1945 рр.                | місцева  | № 301 від 25.06.1982                       |
| 42   | 111 111/1-111/5       | Братські могили радянських воїнів (2), могила Грязнова А. В. — Героя Радянського Союзу, пам'ятний знак воїнам-землякам та пам'ятний знак на честь визволення села. Поховано 31 воїн | с. Сухий Ташлик, Сухоташлицька с/р, біля клубу                  | 1944 р. 1918–1944 рр.                | місцева  | № 404 від 17.09.1969                       |
| 43   | 112 112/1 112/2 112/3 | Братська могила радянських воїнів, могила Артамонова О. О. — Героя Радянського Союзу, пам'ятний знак воїнам-землякам. Поховано 17 воїнів                                            | с. Чистопілля, Чистопільської с/р, центр                        | 1944 р. 1916–1941 рр., 1941–1945 рр. | місцева  | № 404 від 17.09.1969                       |
|      |                       | |                                                                 |                                      |          |                                            |